# Grzybowszczyzna
Grzybowszczyzna [ɡʐɨbɔfʂˈt͡ʂɨzna] est un village polonais de la gmina de Szudziałowo dans le powiat de Sokółka et dans la voïvodie de Podlachie.